# حرب استعمارية

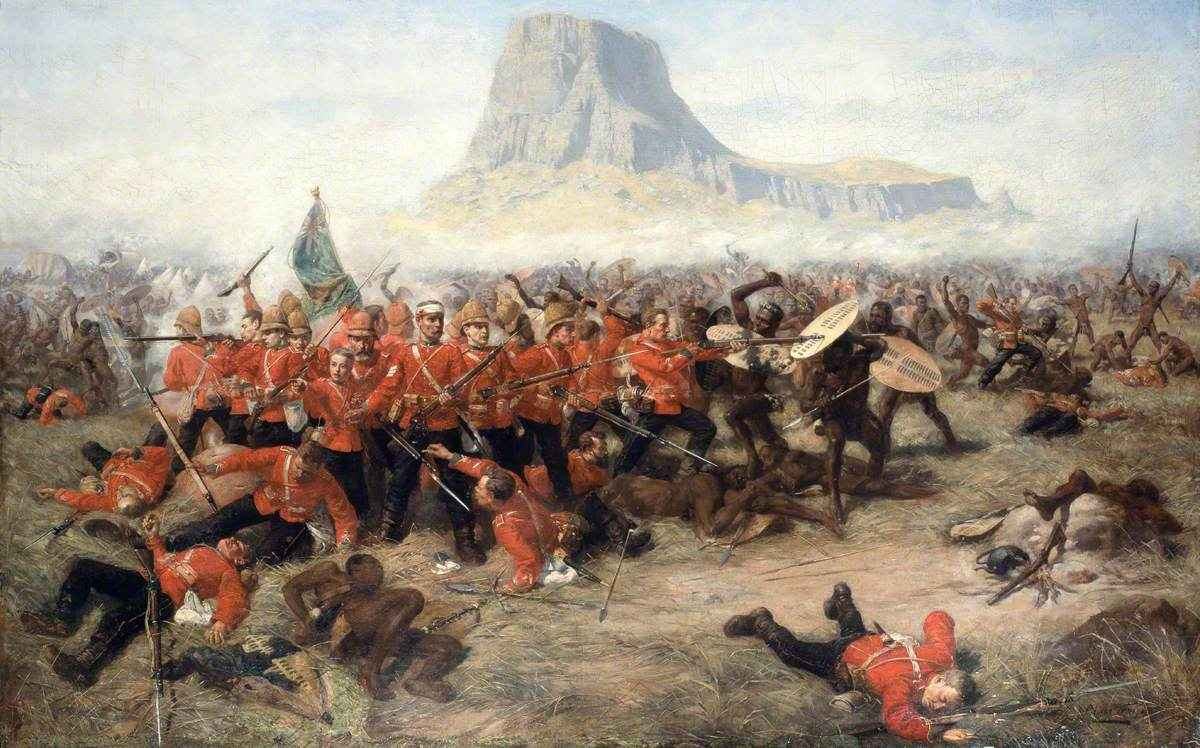
لوحة معركة إيساندلوانا بريشة الرسام الإنجليزي تشارلز إيدوين فريب يصور فيها الصراع الاستعماري بين مملكة الزولو والإمبراطورية البريطانية في عام 1879.

حرب استعمارية (يطلق عليها في بعض السياقات اسم حرب صغيرة) مصطلح شامل يتعلق بالصراعات المختلفة التي نشأت نتيجة استيطان قوى أجنبية لأقاليم ما وراء البحار وإنشائها مستعمرات عليها. يشير المصطلح بشكل خاص إلى الحروب التي اشتعلت خلال القرن التاسع عشر بين الجيوش الأوروبية في القارتين الأفريقية والآسيوية.

## وصف

### تصنيف
يمكن تصنيف الحروب إلى ثلاث فئات: حروب الفتح، وحروب التحرير، والحروب بين الدول. يمكن للحرب الاستعمارية أن تكون من أي نوع من الأنواع الثلاثة آنفة الذكر. مع ذلك، عادة ما يشير مصطلح «حرب استعمارية» إلى حروب الفتح. يمكن تقسيم حروب الغزو، في السياق الاستعماري، إلى مرحلتين: فترة الحرب القصيرة والمننظمة بين القوى الغازية والقوى المحلية (والتي قد تكون، بالمقارنة مع القوات الغازية، غير منتظمة في التكوين أو التشكيل) تتبعها فترة من الحرب غير النظامية. يمكن للمستعمرين القيام بعمليات مكافحة التمرد بهدف إعداد المنطقة للاستعمار. بمجرد إنشاء موطئ قدم لها في الأرض المستعمرة، يمكن للقوى الخارجية شن حملات استكشافية للأراضي المجاورة بهدف صد الاعتداءات، أو تحييد العدو المحتمل.

### خصائص مشتركة
تختلف الحروب الاستعمارية عن الحروب «العادية» (المتمثلة بالصراعات بين الدول المتجاورة) في جوانب عدة، أولها: تقام الحرب الاستعمارية لأسباب سياسية أكثر منها عسكرية، فعلى عكس الحروب النظامية، التي تكون أهداف المتحاربين فيها محدودة، تكون أهداف الحروب الاستعمارية مطلقة؛ إذ تسعى القوى المحتلة للسيطرة الكاملة والدائمة على إقليم ما وسكانه وضمان الاستقرار الدائم فيه. مع ذلك، تتسم الموارد المخصصة للحملات الاستعمارية، في الغالب، بأنها محدودة، مع بعض الاستثناءات. عادة ما يكون موضوع تحديد مصطلحات الهزيمة والنصر في الحروب الاستعمارية معقدًا، إذا تواجه القوى الغازية، في الكثير من الحالات، مقاومة لا يمكن حصرها بمدينة أو بحكومة أو بحاكم. غالبًا ما تتراجع حالة التمييز بين المواطنين الأصليين والقوات المسلحة النظامية في الدول المستهدفة بالاستعمار إلى حدودها الدنيا. نادرًا ما يتم التوصل إلى اتفاقيات سلام في حروب الاستعمار، خصوصًا في ظل حالة انعدام السلطة المركزية التي تعيشها الدول المستعمَرة. عادة ما تصبح إدارة الشعوب والأراضي بعد استعمارها، بدون السيطرة على الهياكل الحكومية، أمرًا أكثر صعوبة. تعمل الجيوش الاستعمارية على إنشاء، أو إعادة بناء، الأسواق والمدارس والهيئات العامة الأخرى في أعقاب الصراع، ويعد ما فعله الأمريكيون في الفلبين بعد انتهاء الحرب الإسبانية الأمريكية خير مثال على ذلك. 
على عكس جيوش السكان الأصليين، كانت الجيوش الأوروبية (أكثر القوى الاستعمارية شيوعًا) تتصف بالاحترافية، وبأنها منفصلة بشكل كامل عن بقية أفراد الشعب. كانت الجيوش الاستعمارية، التي كُلفت بأعمال إعادة البناء وإدارة المستعمرات، نشطة في الكثير من المجالات، بالمقابل، بقي أفراد الجيوش النظامية في البلدان الأم عاطلين عن العمل بشكل كامل بانتظار نشوب الصراع. نتج عن ذلك تطوير أفراد الجيوش الاستعمارية لثقافتهم وممارساتهم العسكرية، إذ تتكون معظم المعرفة العسكرية عند الجندي الاستعماري من الخبرة المباشرة، لا من التعليم العسكري الرسمي. كانت الجيوش الأوروبية، في جميع الحالات تقريبًا، متفوقة على القوات في البلدان المستهدفة بالاستعمار، ولم يكن هذا الأمر في صالحها دائمًا، إذ تتطلب المعدات العسكرية، كالمدفعية الثقيلة، طرقًا معبدة (لم تكن موجودة، في غالب الأحيان، في البلدان المستهدفة بالاستعمار) ويشتمل نشر بعض التشكيلات العسكرية، كسلاح الفرسان، على تحديات لوجستية كبيرة. حافظ أفراد الجيوش الأوروبية الاستعمارية على حالة جيدة من الانضباط، وكانت معنوياتهم عالية بشكل عام، بالإضافة إلى ذلك، تلقت القوات الاستعمارية تدريبًا عسكريًا جيدًا وأجرت العديد من المناورات قبل مشاركتها بالحروب الاستعمارية. بالمقابل، افتقرت الجيوش المحلية إلى التماسك وكانت تجهل قواعد الحرب. استخدمت الدول الاستعمارية الكتائب الاستعمارية في حملاتها، وكانت هذه الكتائب ذات تركيبة مختلطة من رجال وضباط حضريين ومجندين من السكان الأصليين.